# Markedsmodning
Markedsmodning er aktiviteter, som er med til at åbne markeder for produkter og serviceydelser. Aktiviteterne kan blandt andet være test af produktet eller serviceydelsen hos fx en potentiel kunde eller slutbruger. Heri er ligeledes inkluderet en tilpasning af løsningen.
Markedsmodningen har til formål, at afklare eventuelle problemer med produktet eller serviceydelsen inden markedsintroduktionen. Det er med til, at sikre, at produktet eller serviceydelsen er tilpasset, således at der kan opnås højst mulig chance for kommerciel succes. Markedsmodning skal understøtte innovation til fordel for vækst i virksomheden.
Således opfattes markedsmodning som aktiviteter, der er med til at åbne markeder for virksomhedernes innovative produkter og serviceydelser. Markedsmodning kan både finde sted ved at styrke efterspørgslen og udbuddet af innovative løsninger. Markedsmodningsaktiviteter skal hjælpe virksomhederne med at krydse gabet fra kun at nå det smalle marked til at komme på det brede marked. Michael Porter har udviklet en teori om markedsudviklingens faser fra startfasen til det modne marked.

## Strategier for markedsmodning
Virksomheders vej til markedet med nye innovative løsninger er målrettet to typer markeder: Det tidlige og relativt lille marked bestående af teknologientusiastiske og visionære kunder samt det væsentligt større mainstreammarked, hvor kunderne har en mere pragmatisk og konservativ holdning til nye løsninger. Det tidlige marked er ofte et nichemarked med relativt begrænset konkurrence, mens mainstream-markedet er præget af mange aktører og hård konkurrence. De to typer markeder stiller vidt forskellige krav til virksomhedernes strategier, forretningsplaner og kommunikation. Hvor kunderne på det tidlige marked søger en teknologisk revolution, vil kunderne på mainstream-markedet hellere have en risikominimeret evolution. Dette afspejles i konkurrenceparametrene på mainstream-markedet, der typisk er driftssikkerhed, effektivitet og pris.
For at overkomme de barrierer, der findes ved indgangen til disse to overordnede markeder kan man som virksomhed sørge for at teste løsningen inden markedsintroduktionen. At introducere nye produkter og serviceydelser på markedet kræver kapital. Udover behovet for kapital er der en række barrierer, som knytter sig til særligt innovative produkter og serviceydelser.